# Piper PA-60 Aerostar
El Piper Aerostar (previamente Ted Smith Aerostar) es un avión comercial ligero de negocios bimotor diseñado por Ted R. Smith. Inicialmente fue construido por la empresa Ted Smith Aircraft Company, si bien en 1978 fue absorbida por Piper Aircraft.

## Desarrollo

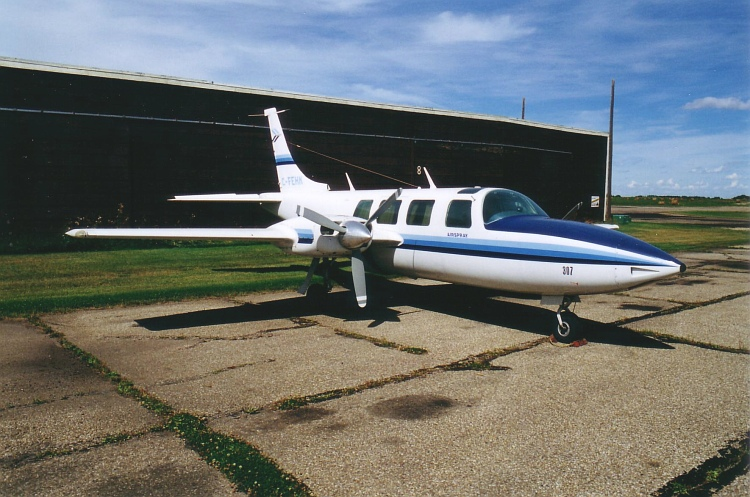
Ted Smith Aerostar 600 en 2000.

Ted Smith voló por primera vez su Aerostar 600 en octubre de 1967. Se trataba de un monoplano con dos motores a pistón Lycoming sobre las alas, con un tren de aterrizaje en triciclo. Este modelo tenía una cabina con configuración de lujo para 6 pasajeros. También voló una versión con motores turbocargados, el Aerostar 601.
El Aerostar es uno de los bimotores a pistón más rápidos jamás producidos, con velocidades de crucero que rodean los 220 nudos (408 km/h) en los primeros modelos 600, hasta 261 nudos (483 km/h) para los modelos 700. De construcción ligera, bajo coeficiente de resistencia aerodinámica y motores de alta potencia, también le conferían tasas de ascenso muy rápidas.

## Historia
El avión empezó a fabricarse en Van Nyus, California cuando en 1968 la empresa fue adquirida por American Cement Company. Esta adquisición no fue exitosa por lo que en 1969 la empresa fue revendiada a Butler Aviation, dueños de Mooney Airplane Company. La nueva compañía paso a llamarse Aerostar Aircraft Corporation y se pretendía cambiar la producción a las instalaciones de Mooney en  Kerrville, Texas. En 1972 Ted Smith recompró los derechos de fabricación del avión, y continuó construyendo el Aerostar en Santa María, California. También introdujo la versión Aerostar 601P. El 601P tenía turbocargadores de alto flujo que permitían alimentar un sistema de presurización de la cabina. Otra variante fue una versión alargada Aerostar 700 Superstar. En 1976 la empresa cambió de nombre a Ted Smith Aerostar Corporation. Ese mismo año falleció Ted Smith.
En 1978 la compañía fue adquirida por Piper Aircraft Corporation, que continuó fabricando tres variantes (600A, 601B y 600P) y reintrodujo los modelos 601P y 602P (a veces conocido como Sequoia). Tras descontinuar la producción de los modelos no presurizados, Piper movió la producción a su planta de Vero Beach, Florida. El último Aerostar salió de fábrica en 1984.
El certificado y documentación de fabricación del Aerostar fueron vendidos en 1991 a Jim Christy y Steve Speer, que eran miembros operativos de Ted Smith Aerostar, y ahora operan Aerostar Aircraft Corporation en Hayden Lake, Idaho, especializada en servicios de mantenimiento y soporte de este tipo de avión.

## Variantes

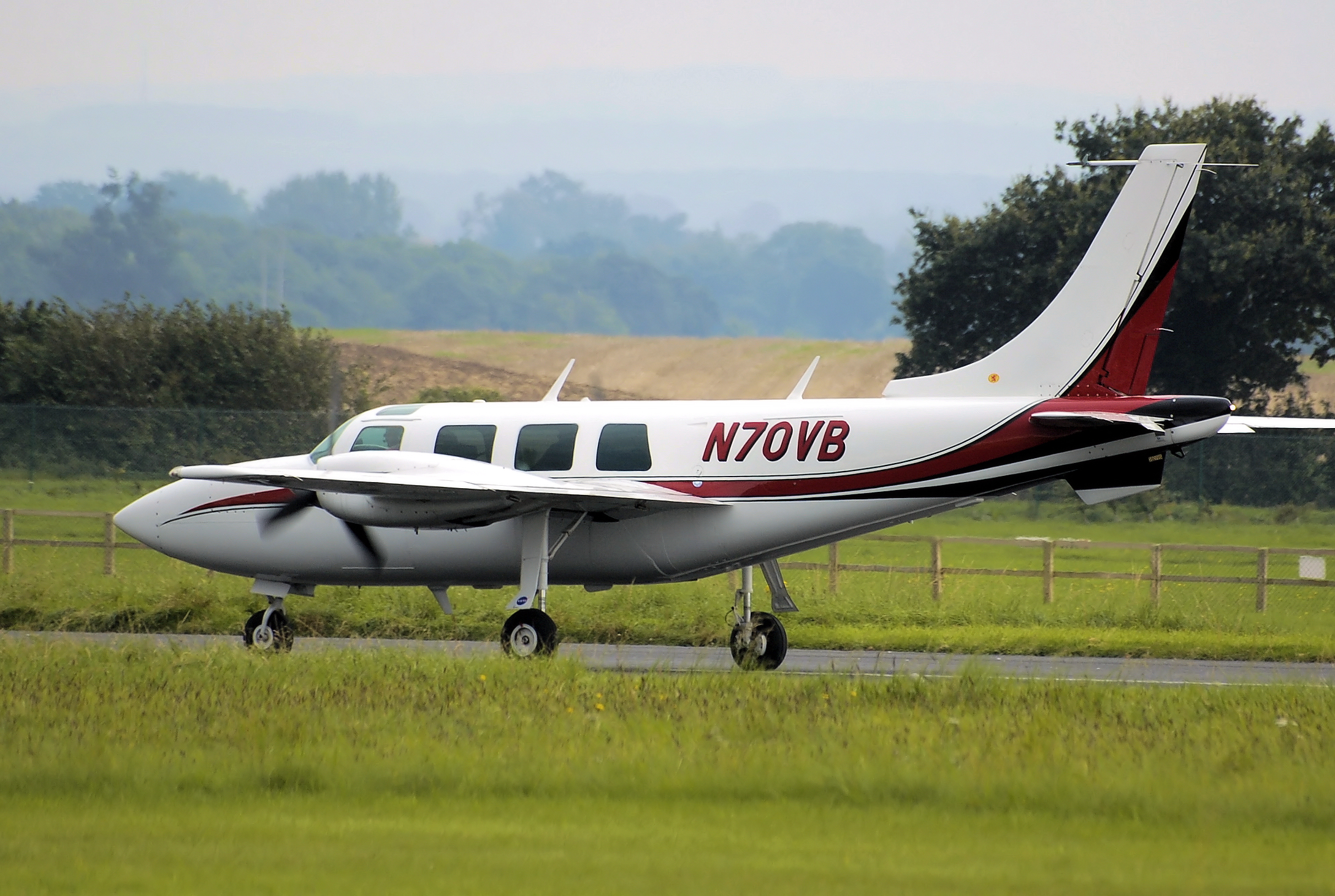
Piper PA-60-600 Aerostar de 1977 en el aeropuerto de Kemble en 2008.

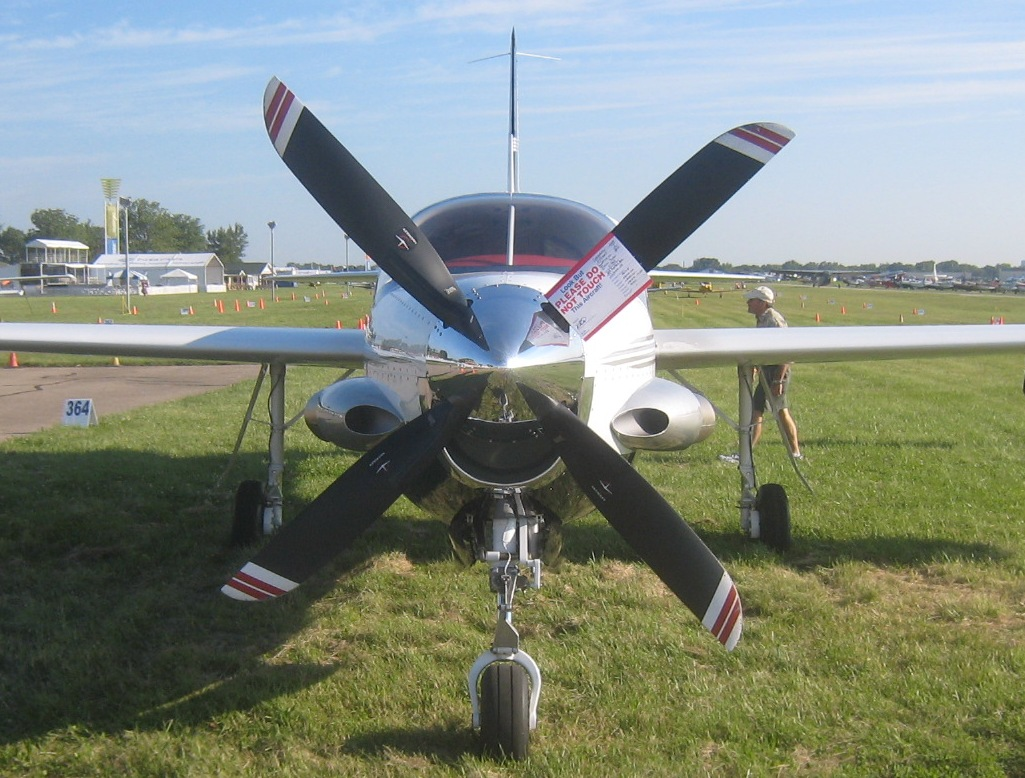
Speedstar 850

- 600

Modelo inicial de producción con dos motores Lycoming IO-540-K de 290hp. Se construyeron 282 bajo 4 diferentes compañías.
- 600A

Versión con pequeños cambios sobre el modelo 600.
- 600E

Designación utilizada para la versión de exportación a Europa.
- 601 (posteriormente PA-61)

Modelo 600 con motores turbocomprimidos. Se construyeron 117 unidades.
- 601B (posteriormente PA-61)

Modelo 601 con una envergadura incrementada. Se fabricaron 44 aparatos.
- 601P (posteriormente PA-61P)

Versión presurizada del 601 con un mayor peso en vacío. Se construyeron 492 aviones.
- 602P (posteriormente PA-60)

Versión del 601P desarrollada por Piper con motores Lycoming TIO-540-AA1A5 de 290 cv. La denominación original fue Sequoia y se fabricaron 124 aviones.
- 620

Versión del Aerostar presurizada con motores TIO-540 de 310. Sólo se construyó una unidad.
- 700 Superstar

Prototipo de fuselaje alargado con dos motores IO-540M.
- 700P

Versión del 602P con motores Lycoming TIO-540-U2A contrarotatorios. Se fabricaron 26 recibiendo también la designación PA-60.
- 702P

Nueva modificación del 700P con refuerzos en la nariz y tren de aterrizaje permitiendo un mayor peso en despegue.
- 800

Versión del 601P con fuselaje alargado, cola agrandada y dos motores Lycoming de 400 cv de potencia. Sólo se construyó uno.
- Speedstar 850

Una modificación para reemplazar los motores dobles a pistón por un turbohélice montado en la nariz

## Especificaciones (700P)
Citadas al igual que en Wikipedia Inglés desde Jane's Civil and Military Aircraft Upgrades 1994-95

### Características generales
- Capacidad: 6 asientos
- Longitud: 10,62 m
- Envergadura: 11,18 m
- Altura: 3,71 m
- Peso vacío: 1.939 kg
- Peso cargado: 2.429 kg
- Planta motriz: 2× 6 pistones de giro contrapuesto Avco Lycoming TIO-540-U2A.
  - Potencia: 260 kW (350 cv) cada uno.

### Rendimiento
- Velocidad máxima operativa (Vno): 507 km/h (315 MPH; 274 kt)
- Alcance: 1.001 km